# Клупиця
45°15′ пн. ш. 15°38′ сх. д. / 45.25° пн. ш. 15.64° сх. д.
Клупиця (хорв. Klupica) — населений пункт у Хорватії, у Карловацькій жупанії у складі громади Войнич.

## Населення
Населення за даними перепису 2011 року становило 11 осіб.
Динаміка чисельності населення поселення: